# Ocotea subalata
Ocotea subalata är en lagerväxtart som beskrevs av Cyrus Longworth Lundell. Ocotea subalata ingår i släktet Ocotea och familjen lagerväxter. Inga underarter finns listade i Catalogue of Life.